# Senger Mária
Senger Mária (születésekor: Sänger, becenevén: Sugár Mici, korabeli közismert művésznevén: Miss Arizona, férjezett neve: Rozsnyai Sándorné; Nagyvárad, 1896. március 11. – Budapest, 1945 január) artista, énekesnő, az Arizona mulató alapítója, Rozsnyai Sándor felesége.

## Élete
Apja Senger Nepomuk János nyomdászsegéd volt, akinek 18 gyermekes családjában kilencedikként született. Anyja Bäuerle Vilma (1872–1959) volt. A szegénységből a kitörési lehetőséget egyedül a revüben látta. Kezdetben Papír Sándor újpesti népszínházában próbálkozott, mint táncosnő, majd Wabits Lujza Jardin d’Hiver nevű városligeti mulatójába szerződött, ahol már Sugár Mici néven görlként lépett fel. Itt fő feladata a vendégek fogyasztásra ösztökélése volt - lényegében konzumnőként dolgozott. Molnár Gál Péter írása szerint minden éjszaka odaadta valakinek - felár ellenében - a szüzességét. 1913-ban New Yorkban feleségül ment egy bizonyos Stein Lajos nevű tőzsdebizományoshoz. A minden tekintetben rosszul sikerült, és 1915-ben Budapesten felbontott házasságnak két gyümölcse mégis lett: Lajos nevű fia, aki 1913-ban Pestújhelyen született, és Stein a válás után is viszonylag bőkezű tartásdíja. Második férjét, a karmesterként és akrobataként is ismert Rozsnyai Sándort a Jardin d’Hiver mulatóban ismerte meg, akivel 1917 januárjában házasságot kötött, mely után Rozsnyai a nevére vette Senger fiát is. 1924 tavaszán férjével és néhány szerződtetett artistával Olaszországba mentek, ahol városról városra utazva néhány hétre kibéreltek egy-egy színházat, és Arizona Trupp néven revüműsort adtak. (Nevüket állítólag a aranyásók századfordulón elhíresült szerencseföldjéről, az  amerikai Arizonáról választották). Üzletasszonyi énje már ekkor megmutatkozott: számos ötlettel irányította magukra az olasz publikum figyelmét. Ebben az időben a nyugati revüvilágból sok érdekességet, sajátosságot, nem egy technikai különlegességet is eltanultak.
Az olaszországi turné során félretett pénzből tudták megvásárolni a Nagymező utca 20. szám alatti épületet (most: Mai Manó-ház), amit luxusmulatóvá alakítottak, majd a gazdasági világválságból kilábaló Budapesten 1931-ben megnyitották az Arizona mulatót. Maga Senger is kiállt a táncparkettre, állítólag ő mutatta be először a rumba táncot a fővárosban. Elsősorban azonban - férjével együtt - a műsorszámok összeállításával, a fellépők szerződtetésével, vagyis a mulató menedzselésével foglalkozott. A mulató fénykora a zsidótörvények bevezetéséig tartott. Fényűző és technikailag is lenyűgöző berendezése  - a színpad nem csak körbe forgott, de fel- és lefelé is lehetett mozgatni, akárcsak a páholyokat, melyek leereszkedtek a pincébe, ha az ott helyet foglalók kettesben akartak maradni - nem csak  hazai felső tízezer figyelmét keltette fel, de az Arizona Európa-szerte híressé vált. A mulatóban a kor számos ismert személye megfordult, mások mellett Horthy István és VIII. Eduárd brit király még trónörökös korában.
Senger katolikus volt, Rozsnyai – és Lajos is – zsidó. A zsidótörvények következtében 1942-ben elvették tőlük az italmérési, majd a táncengedélyt is. Rövid ideig Gésa teaházként működött a lokál, majd Rozsnyai és igazgatóként az üzlet vezetésében aktívan résztvevő fiú lemondtak tulajdonrészükről, így az újra itelmérésért folyamodó Senger ismét engedélyt kapott, az Arizona tovább működhetett. Fia, Lajos 1943-ben öngyilkos lett a munkaszolgálatra kapott behívó miatt: Senger élete végéig nem vetette le a fekete ruhát. Férje mellett azonban mindvégig kitartott, elválni nem akart, összeköttetéseket keresett és talált a mulató egyre inkább elnémetesedő tiszti közönségével, és több tízezer pengővel megválthatta Rozsnyait a munkaszolgálattól. A német megszállás azonban új helyzetet teremtett. Férjét - noha Senger ügyesen elbújtatta - mégis megtalálták és elhurcolták. 1944. december 16-án (más forrás szerint 1944 augusztusában) még lement az utolsó előadás, majd a mulató bezárt, később pedig az épületet a nyilasok az utolsó szögig kifosztották. Sengert 1945 januárjában a lakásából elhurcolták és – feltehetően – a Dunába lőtték. Férje akkor már halott volt.
Sándor Pál 1988-ban Miss Arizona címmel filmet forgatott Sengerről és a mulató életéről, inkább izgalmas, mint hiteles módon.